# Meningie
Meningie è una città dell'Australia Meridionale (Australia); essa si trova 150 chilometri a sud-est di Adelaide ed è la sede della Municipalità di Coorong. Al censimento del 2006 contava 940 abitanti.